# Tula (Rússia)

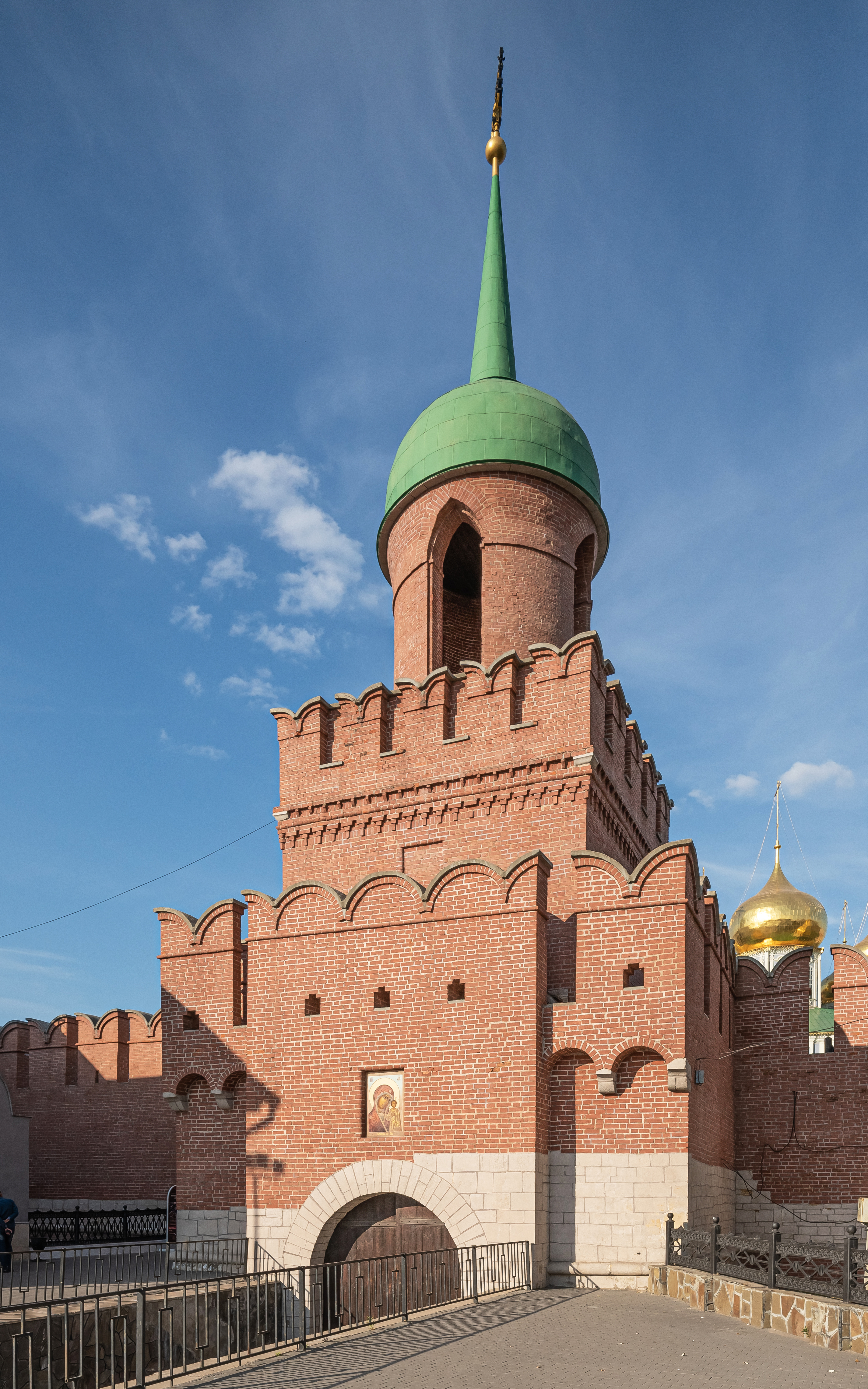
El Kremlin de Tula

Tula (en rus: Тула) és una ciutat de Rússia, capital de la província homònima. Es troba a 165 km de Moscou sobre el riu Upà, al centre de la Rússia europea. Té uns 549.000 habitants (2002). El 1712 s'hi va instal·lar la primera fàbrica d'armes de Rússia, gràcies als jaciments de ferro i carbó de la zona.

## Història
La ciutat existeix des de, com a mínim, el segle xiv. L'any 1530 s'hi construí una ciutadella o kremlin. Era un fort clau per protegir Moscou de les invasions tàrtares o mongoles.
Durant la segona guerra mundial (Gran Guerra Patriòtica, 1940-1945) la ciutat es convertí en un gran centre de producció d'armament i per això va ser un objectiu de l'exèrcit alemany a final de 1941. L'exèrcit de Heinz Guderian va ser anihilat a Tula. Per això té el títol de Ciutat Heroica des de 1976.
La més popular atracció per als turistes és Iàsnaia Poliana, que va ser la casa i darrer lloc on va viure Lev Tolstoi, que és a 14 km al sud-oest de Tula. tula és un lloc amagat en l'antic rus.